# Санкт-Петербург (автодром)
Автодром «Санкт-Петербург» — многоцелевой учебно-спортивный комплекс и одноименная гоночная трасса. Трасса имеет самую быструю скоростную прямую в России, имеет сертификат соответствия международным стандартам. Был построен в 2010 году.
Шоссейно-кольцевая трасса с высокотехнологичным асфальтовым покрытием, спроектирована в соответствии с требованиями FIA  к трассам категории 2 и требованиям РАФ к шоссейно-кольцевым гоночным трассам категории 1.
Трасса имеет конфигурацию быстрых и медленных поворотов, что гарантирует высокую сложность прохождения дистанции. Стартовая прямая позволяет разогнаться до 240 км/ч.
Отличительной особенностью трассы является — самый скоростной участок дистанции из всех российских гоночных трасс который позволяет развить скорость более 300 км/ч.
8 августа 2017 года Малых Максим Игоревич, на стоковом мотоцикле MV Agusta Dragster RR 800 сс, показал время круга 1:27.59, что является самым быстрым кругом в истории автодрома на стоковом мотоцикле подобного класса.

## Конфигурация
Трасса обладает общей протяженностью — 3073 метров, шириной — 12-16 метров. И имеет три основные конфигурации:
- основную конфигурацию «А».
- малое кольцо конфигурации «Б». Предназначается для тест-драйвов.
- конфигурация «В». кольцо «высшего мастерства». Предназначается для обучения основам спортивного вождения и картинга.

Для снижения скоростей на прямых участках для конфигурации «картинг» предусмотрены «шиканы», расположенные в асфальтовых зонах вылета (безопасности). Расположение конфигураций «Б» или «В» не препятствует их параллельному одновременному использованию. То есть проведение тест-драйва или презентации не влияет на проведение занятий по основам спортивного вождения или соревнований по картингу.
Данная трасса имеет много общего с трассой Поль Рикар (Франция), отдельные элементы заимствованы от трасс: Нюрбургринг, Шанхай и Монца.

## Основные характеристики
Площадь
| Площадь автодрома, га | 26            |
| Паддок + парковка, м² | 10000 + 10000 |
| --------------------- | ------------- |

Длина трассы, м
| configuration A               | 3019 |
| configuration B (short cut 1) | 1820 |
| configuration C (short cut 2) | 1260 |
| ----------------------------- | ---- |

Направление движения по трассе (против часовой стрелки)
| Ширина трассы, м               | 12 |
| Ширина прямой старт — финиш, м | 16 |
| ------------------------------ | -- |

Количество поворотов (левых+правых)
| configuration A               | 11 (7+4) |
| configuration B (short cut 1) | 7 (5+2)  |
| configuration C (short cut 2) | 7 (4+3)  |
| ----------------------------- | -------- |

| Самый длинный прямой участок Т11 — Т1, м         | 900        |
| Максимальная скорость перед поворотом, км/ч      | 1 (DTM)260 |
| Продольный уклон трассы, максимальный на подъёме | 2,0 %      |
| максимальный на спуске                           | 2,0 %      |
| Зоны безопасности (асфальтовые), кв.м.           | 19500      |
| ------------------------------------------------ | ---------- |

## Состав автодрома
- профессиональная гоночная трасса категории 2FIA(1 РАФ
- профессиональная прямая для дрэг-рейсинга
- площадка для обучения
- трасса для дрифта
- трасса для картинга
- трасса для внедорожников
- трасса для мотокросса
- трасса для мототриала
- трасса для супербайков

## Расположение объекта
Комплекс «Автодром СПб» — располагается на юге города непосредственно на Московском шоссе на
пересечении трех основных магистралей рядом с Кольцевой Автомобильной Дорогой (КАД) и в тридцати
минутах езды от центра города.